# Aéroport international de Bugesera
L'aéroport international de Bugesera (code IATA : n/a • code OACI : n/a), est un aéroport en construction situé à Kigali, au Rwanda.

## Situation
La ville la plus proche est Rilima. 
| \| 50 km1:5 340 000 \| Kigali Kamembe Bugesera Butare Gisenyi Nemba Ruhengeri |
| 50 km1:5 340 000                                                              |